# Músicas para Churrasco, Vol. 1
Músicas para Churrasco, Vol. 1 é um álbum do músico brasileiro Seu Jorge, lançado em 2011 e distribuído pela gravadora Universal.
Em 2012, ganhou o Grammy Latino de Melhor Álbum de Pop Contemporâneo Brasileiro.

## Faixas
Todas as faixas de autoria de Seu Jorge, Gabriel Moura, Pretinho da Serrinha e Rogê, exceto onde indicado.
| N.º | Título                  | Compositor(es)                                 | Duração |  |
| 1.  | "A Doida"               | Seu Jorge / Pretinho da Serrinha / Leandro Fab | 3:05    |  |
| 2.  | "Meu Parceiro"          |                                                | 3:11    |  |
| 3.  | "Véia"                  |                                                | 3:21    |  |
| 4.  | "Dois Beijinhos"        |                                                | 4:15    |  |
| 5.  | "Vizinha"               |                                                | 3:36    |  |
| 6.  | "Amiga da Minha Mulher" |                                                | 4:08    |  |
| 7.  | "Dia de Comemorar"      |                                                | 3:05    |  |
| 8.  | "Japonesa"              | Gabriel Moura                                  | 3:54    |  |
| 9.  | "Ole Ole"               |                                                | 3:01    |  |
| 10. | "Quem Não Quer Sou Eu"  | Seu Jorge / Gabriel Moura / Adriano Trindade   | 5:26    |  |

## Ficha técnica
Ficha dada pelo Discogs:
- Direção de arte: Geraldo Alces Pinto
- Roadie: João Gonçalves
- Direção: Pretinho Da Serrinha e Seu Jorge
- Imagens: Geysa Adnet, Michael Canno
- Encarte: Luis Augusto
- Gerenciamento: Raquel Jorge
- Materização: Robert Carranza
- Mixagem: Mario Caldato Jr.
- Fotografia: Nana Moraes
- Produção: Mario Caldato Jr. e Seu Jorge
- Assistente de produção: Celso Pelicano
- Gerenciamento de produção: Marina Olivera
- Técnico de gravação: David Corcos
- Assistentes de gravação: Henrique Khoury, Hugo 13, Tiago Assolini, Wagner "Bigu" Meirinho e Éric Yoshino

## Posição nas paradas
| Parada (2011)        | Melhores posições |
| -------------------- | ----------------- |
| Brasil (ABPD Top CD) | 8                 |
| Portugal (AFP)       | 9                 |